# 阮德貴
阮德貴（越南语：／；1849年—1887年6月8日），越南阮朝官員。

## 生平
阮德貴是乂安省英山府清漳縣南金總南金上社橫山村（今屬乂安省南壇縣慶山社南金村）人，嗣德二年（1849年）出生，舉人阮德耀之子，探花阮德達、進士阮德輝堂弟。嗣德二十九年（1876年），在丙子科鄉試中考中舉人。建福元年（1884年），考中庭試第二甲進士出身，是為該科第一名庭元。初授國史館編修。咸宜元年（1885年），勤王運動爆發，阮德貴告假返鄉，在家鄉招集義兵勤王。同慶二年四月十七日（1887年6月8日），阮德貴被法軍殺害，壽三十九歲。